# James McLoughlin
James McLoughlin (* 9. April 1929 in Galway; † 25. November 2005 ebenda) war römisch-katholischer Bischof von Galway und Kilmacduagh in Irland.

## Leben
McLoughlin besuchte die Primarschule der Patrician Brothers auf Nun’s Island und danach das St. Mary’s Colleg in Galway. Nach seinem Studium der Katholischen Theologie und Philosophie in Maynooth empfing er am 20. Juni 1954 die Priesterweihe. Er unterrichtete am St. Mary’s College in Galway und wurde 1965 Diözesan-Sekretär. 1983 wurde er Pfarrer der St. Nicholas Kathedrale in Galway.
Am 10. Februar 1993 wurde McLoughlin durch Papst Johannes Paul II. zum Bischof von Galway und Kilmacduagh und Apostolischen Administrator von Kilfenora ernannt, nachdem sein Vorgänger Eamon Casey dort als Bischof zurückgetreten war. Die Bischofsweihe spendete ihm am 28. März 1993 der Erzbischof von Armagh, Cahal Kardinal Daly. Mitkonsekratoren waren der Apostolische Nuntius in Irland, Erzbischof Emanuele Gerada, und der Erzbischof von Tuam, Joseph Cassidy.
Er war Vorsitzender des Finanz- und allgemeinen Planungsausschusses der irischen Bischofskonferenz.
Am 23. Mai 2005 wurde seinem altersbedingten Rücktrittsgesuch durch Papst Benedikt XVI. stattgegeben. Sein Nachfolger wurde Bischof Martin Drennan. McLoughlin lebte danach in Claregalway und verstarb am 25. November 2005 in Galway im Krankenhaus. Er wurde in der Kathedrale von Galway bestattet.